# Huahinestare
Huahinestare (Aplonis diluvialis) är en förhistorisk utdöd fågel i familjen starar inom ordningen tättingar. Den förekom tidigare på ön Huahine i Sällskapsöarna och hade därför den östigaste utbredningen av alla starar i släktet Aplonis. 
Huahinestaren är endast känd utifrån en subfossil tars uppgrävd 1984 av den amerikanska antropologen och arkeologen Yosihiko H. Sinoto. Arten beskrevs vetenskapligt 1989. Jämförelse med andra arter i släktet visar att den var näststörst av alla, mindre bara än samoastaren (Aplonis atrifusca). 
Benlämningarna vid den specifika arkeologiska utgrävningsplatsen Fa'ahia där tarsen hittades är från mellan år 750 och 1250. Fågeln dog troligen ut på grund av mänsklig påverkan. När människan kom till Huahine höggs skogen ner och invasiva växt- och djurarter som polynesisk råtta infördes.